# Papaver pygmaeum
Papaver pygmaeum là một loài thực vật có hoa trong họ Anh túc. Loài này được Rydb. mô tả khoa học đầu tiên năm 1902.